# Oswaldo Fumeiro Alvarez
Oswaldo Fumeiro Alvarez (* 21. August 1956 in Monte Azul Paulista; † 25. Mai 2020 in São Paulo), auch bekannt als Vadão, war ein brasilianischer Fußballtrainer.

## Karriere
1990 wurde Vadão bei Mogi Mirim EC als Trainer eingestellt. 1995 wechselte er zu EC XV de Novembro. 1995 feierte er mit dem Verein die Drittligameisterschaft und den Aufstieg in die zweite Liga. 1997 wechselte er zum Erstligisten Guarani FC. Er trainierte in den folgenden Jahrzehnten zahlreiche bekannte brasilianische Vereine wie beispielsweise Athletico Paranaense, SC Corinthians, FC São Paulo, AA Ponte Preta und AD São Caetano. 2014 wurde er Trainer der brasilianischen Fußballnationalmannschaft der Frauen. 2014 gewann er den Copa América der Frauen. 2016 erreichte er das Halbfinale des Olympische Sommerspiele, woraufhin er Amtszeit endete. 2017 wurde er Trainer der brasilianischen Fußballnationalmannschaft der Frauen. 2018 gewann er den Copa América der Frauen.

## Erfolge
Brasilianischen Fußballnationalmannschaft der Frauen
- Copa América der Frauen: 2014, 2018